# Rheinkran (Düsseldorf)

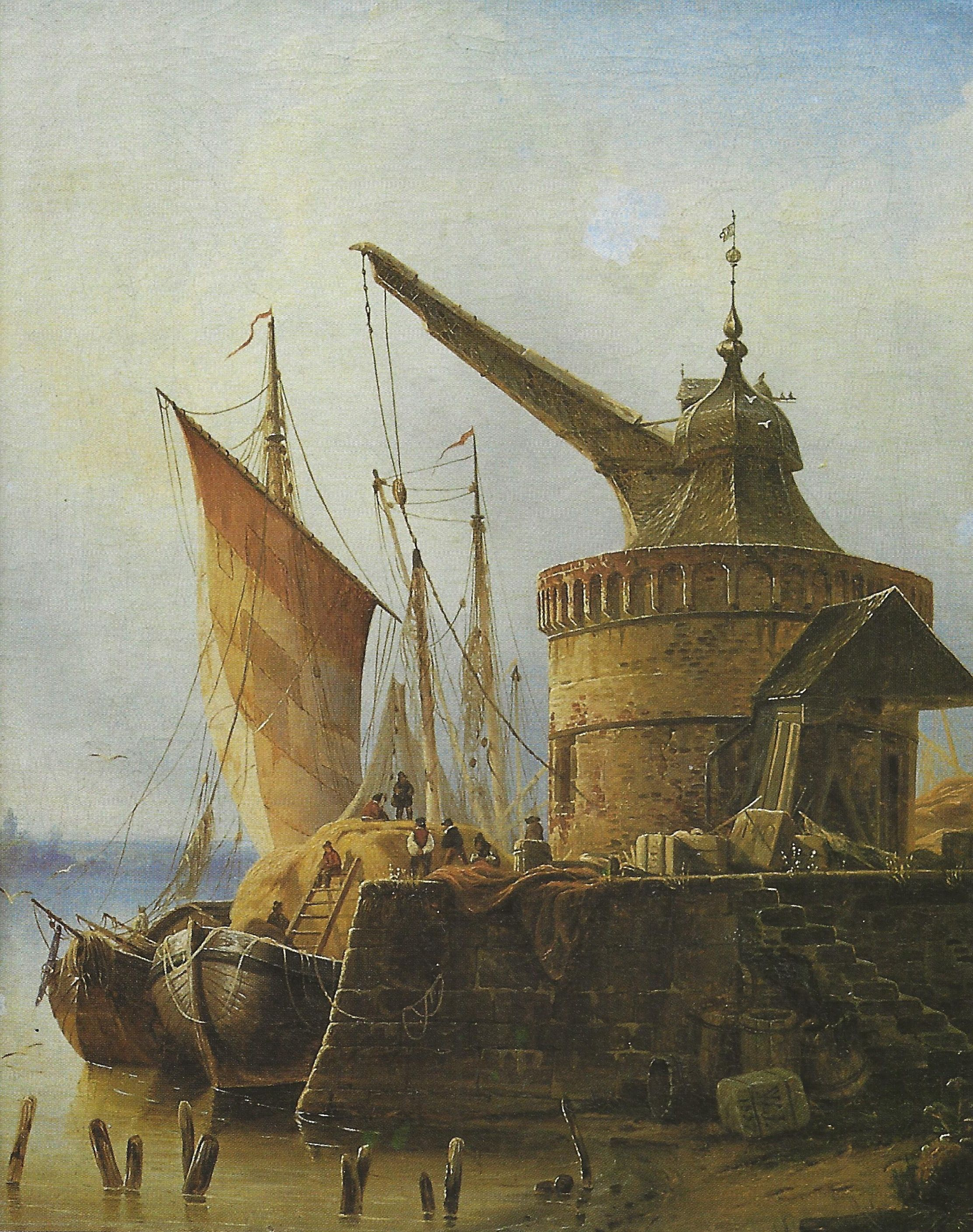
Wilhelm John: Der alte Rheinkran in Düsseldorf, 1837, Stadtmuseum Düsseldorf – Eine starke Versandung des Hafens ist am Fuß der Kaimauer zu erkennen.

Der Rheinkran war vom Ende des 16. bis in die zweite Hälfte des 19. Jahrhunderts ein Hafenkran am Rheinufer in Düsseldorf. Heute verläuft hier die Rheinuferpromenade.

## Geschichte

### Das Werft

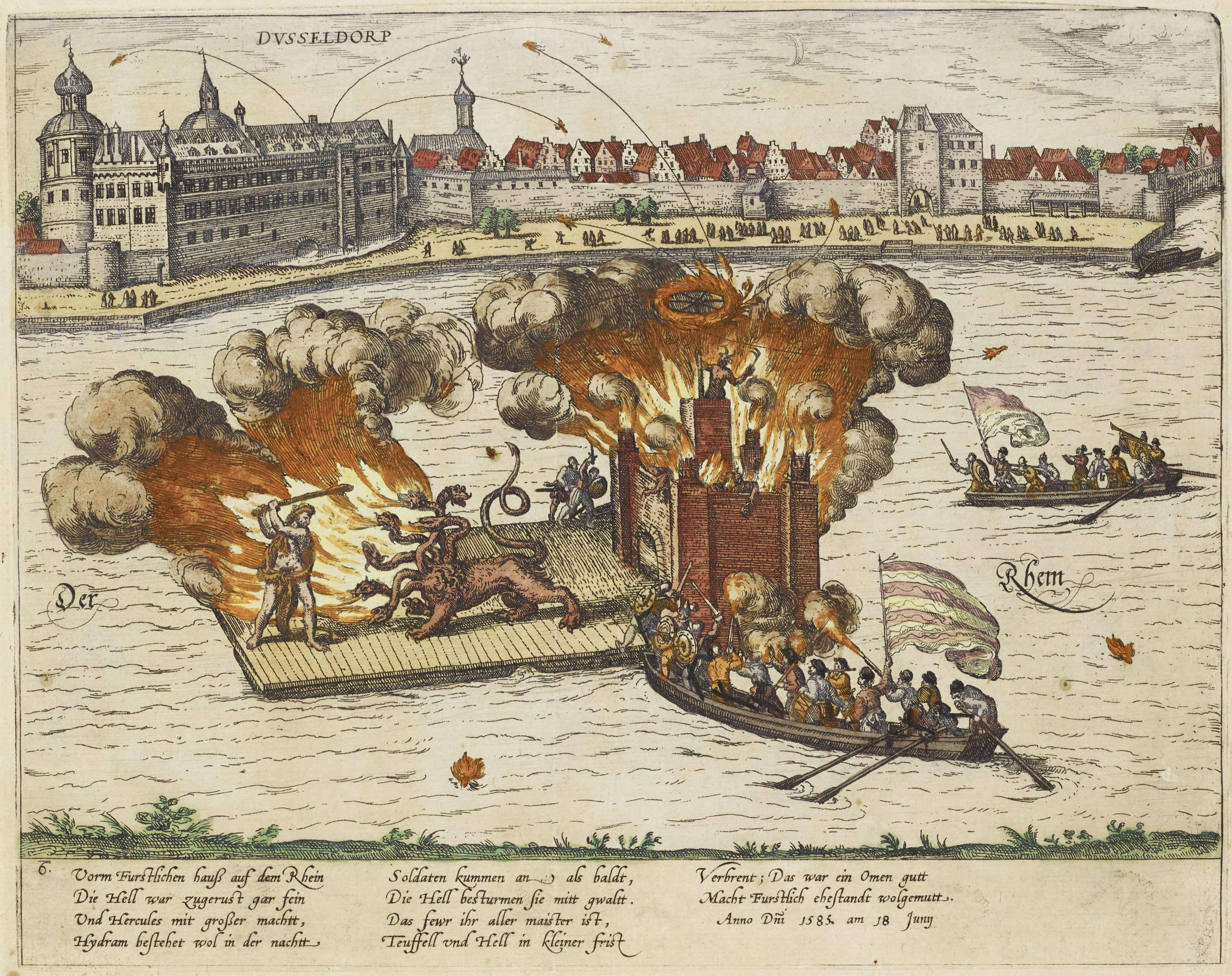
Das Werft als befestigtes Rheinufer und Kaihafen vor dem Düsseldorfer Schloss und dem Zolltor mit Zollhaus, noch ohne Rheinkran, auf einer Illustration von Frans Hogenberg, um 1585

Im Jahr 1556 wurde das Werft, eine erste befestigte Hafenanlage als „steinernes Haupt“ am Rheinufer der Altstadt, ausgebaut. Der Seitenerosion am Prallufer eines offenen Stroms trachtete man durch einen Kai Herr zu werden. Gleichzeitig wurde der Düsseldorfer Rheinzoll von der „Lindentrappenpforte“, die im Bereich der Krämerstraße gestanden hatte, zu einem neuen Zollhaus am „Zolltor“ verlegt, einem neuen Stadttor am Ende der Zollstraße.
1595 hatte der Rhein infolge von Unwetter und Strömung das Werft so stark beschädigt, dass das Ufer erneut befestigt werden musste. 1596 stellte die Stadt einen Pegelmeister ein, der bei den Nutzern des Werft das Werftgeld erhob, was zuvor herzogliche Zöllner getan hatten. Als befestigte Anlage war das Werft ein Vorwerk der Festung Düsseldorf. Als Ortsbezeichnung für diesen zwischen Stadtmauer und Rhein gelegenen Bereich der Stadt setzte sich der Begriff „Rheinort“ durch.

### Der Rheinkran

Blick vom Düsseldorfer Schloss über den Rheinkran am Alten Hafen in Richtung der Zitadelle (links), Zeichnung von Jan de Bisschop, Mitte des 17. Jahrhunderts

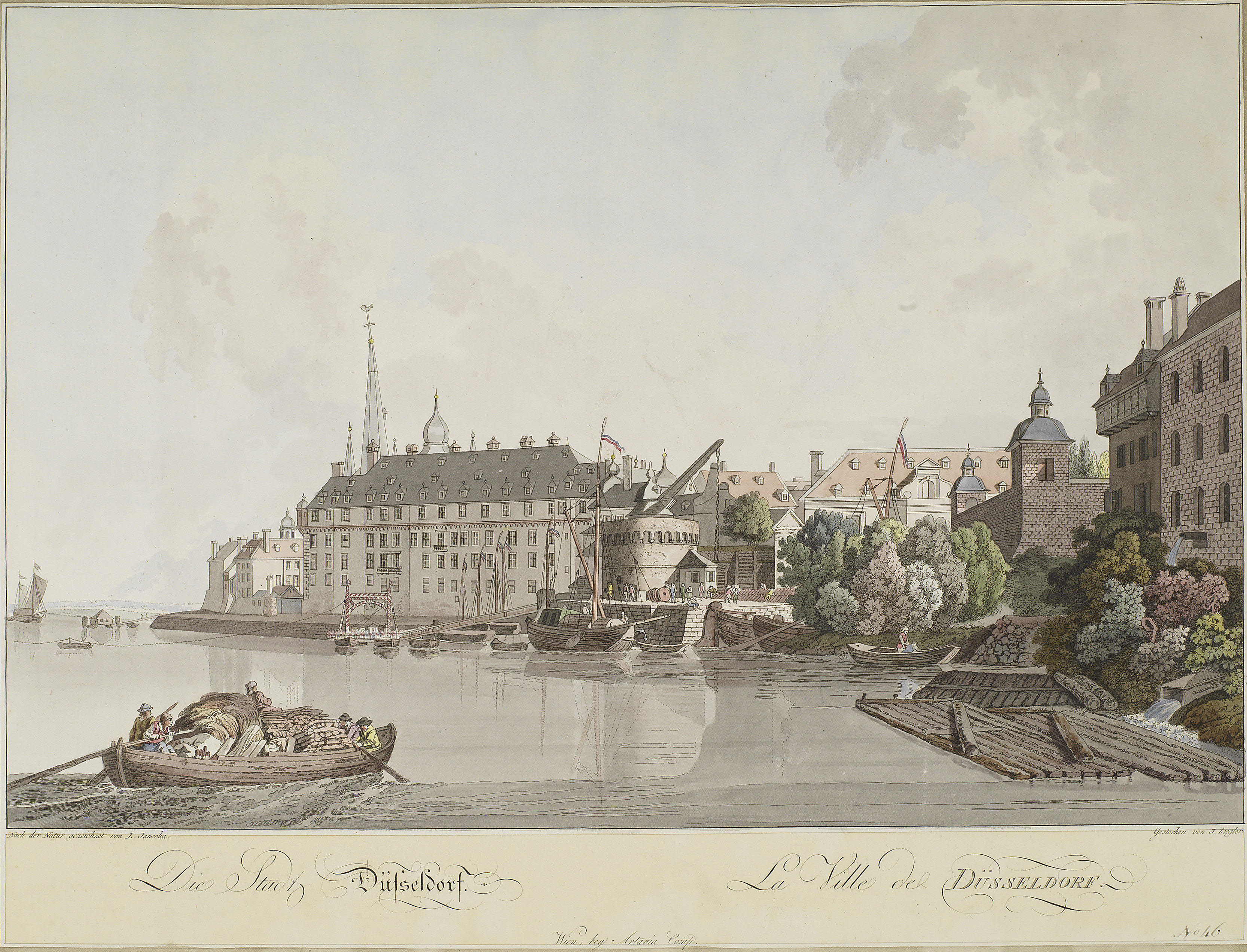
Blick von Süden auf das Düsseldorfer Schloss und den Rheinkran, Stich von Johann Andreas Ziegler nach einer Zeichnung von Laurenz Janscha, 1798

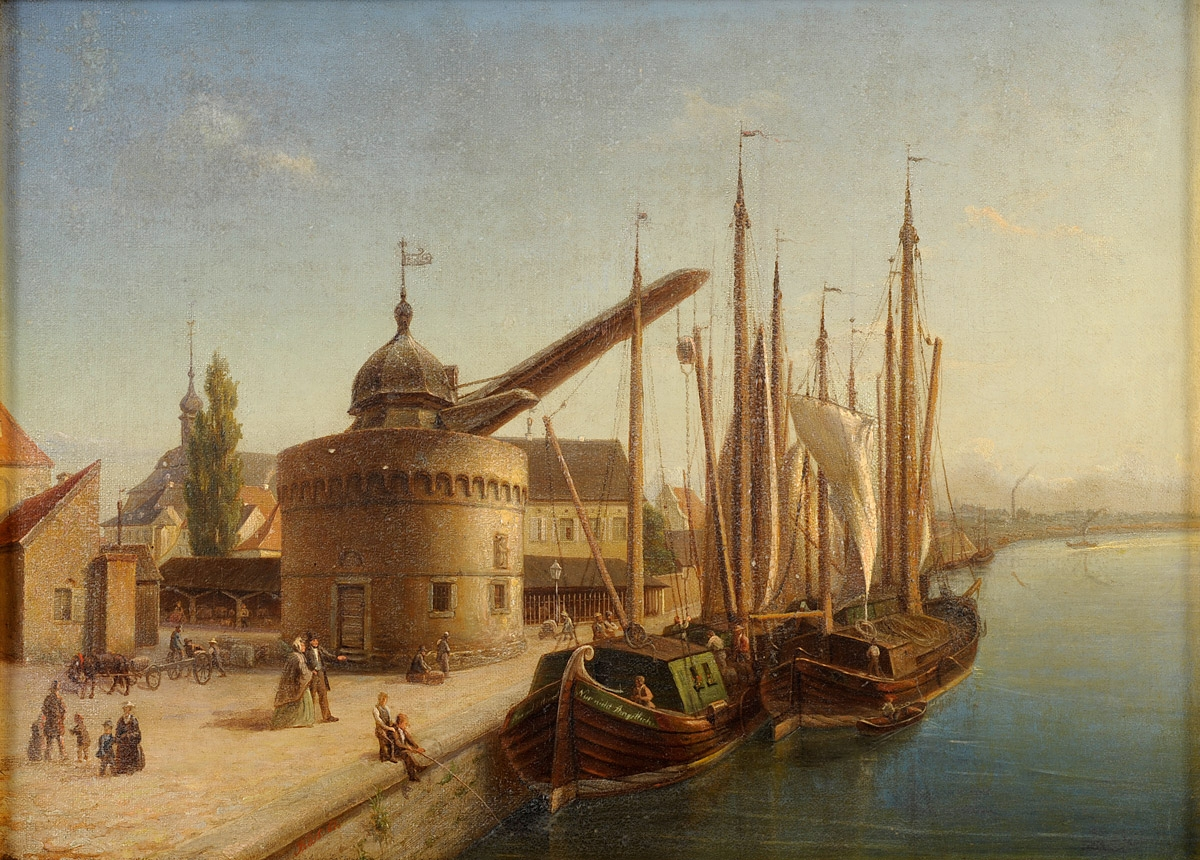
Ansicht des Krans am bereits zugeschütteten und bebauten Alten Hafen, Gemälde von Julius Kost, 1861

In Düsseldorf war seit dem Mittelalter ein Schwimmkran im Einsatz. Er ist für das Jahr 1450 bezeugt, als Herzog Gerhard von Jülich-Berg ihn der Stadt überließ. Mit dem Kran war das „Weinschröteramt“ verbunden, aus dem sich im Zuge der Überlassung der Herzog bis 1489, als Teuerung und Not eingetreten waren, jährlich vier Rheinische Gulden auszahlen ließ. Im Jahr 1598 trat die Stadt Düsseldorf an ihren Landesherrn Johann Wilhelm von Jülich-Kleve-Berg heran und bat ihn um Beihilfe zur Errichtung eines neuen Krans. Die Stadt errichtete den Kran als ortsfestes Bauwerk auf dem Südende des Werft, an der Einfahrt zum „Alten Sicherheitshafen“, dem Mündungsgewässer der Südlichen Düssel zwischen Stadtfestung und Zitadelle. Der englische Reiseschriftsteller Thomas Coryat beschrieb den Kran 1608 als das ansehnlichste Bauwerk seiner Art in den von ihm bereisten Teilen Deutschlands.
Der Kran war nicht bloß eine technische Einrichtung zum Beladen und Löschen der Rheinschiffe, sondern hatte weitere Funktionen, etwa für die Entrichtung von Krangebühren, die eine Einnahmequelle für den städtischen Haushalt darstellten. In der zweiten Hälfte des 17. bis in die Siebziger Jahre des 18. Jahrhunderts beliefen sich die Erträge aus dem Rheinkran auf jährliche Summen zwischen 45 und 70 Reichstalern und stiegen durch Belebung des Rheinhandels danach deutlich (1780: 209 Taler; 1801: 385 Taler). Neben den Erträgen aus den Werftgebühren wurden sie dazu verwandt, das Werft instand zu halten. Durch Lagermöglichkeiten, die in der Nähe bestanden, bildete der Kran ein Zentrum im Wirtschaftsleben der Stadt. Er war Arbeitsstätte für Träger, Karrenschieber und sonstige Transportarbeiter, etwa die „Schröder“, die den Transport von Weinfässern bewerkstelligten.
Der Rheinkran war gebaut als Tretkran, der nach dem Prinzip des Wellrads schwere Lasten heben konnte. Im Innern eines runden Turmschafts aus Ziegelmauerwerk bestand eine Fachwerkkonstruktion mit drehbarer Kranhaube, an dem ein Kranarm montiert war. Hatten die Kranknechte eine Last vertaut und an dem Kranhaken befestigt, gingen die Krantreter ans Werk und setzten das Wellrad in Bewegung. Unter der Aufsicht eines Kranmeisters verbuchten die Kranschreiber den Umsatz.
Mit dem Bau des Neuen Sicherheitshafens (1811–1822) und später des Neuen Hafens (1886–1896) zwischen Rheinknie und „Lausward“ verlagerte sich der Düsseldorfer Hafenbetrieb auf neue Standorte, die den Rheinkran bereits in Mitte des 19. Jahrhunderts obsolet werden ließen. Der Alte Sicherheitshafen, der zunehmend versandet war, wurde bereits in den 1830er Jahren zugeschüttet und bebaut. Als Wasserfläche ohne Verbindung zu Düssel und Rhein wurde er in den 1990er Jahren im Zuge des Baus einer Tiefgarage an der Dammstraße und des Rheinufertunnels rekonstruiert.